# Platyroptilon mendax
Platyroptilon mendax är en tvåvingeart som beskrevs av Loïc Matile 1990. Platyroptilon mendax ingår i släktet Platyroptilon och familjen platthornsmyggor. Inga underarter finns listade i Catalogue of Life.